# Arènes Jean-Lafittau
Les arènes Jean-Lafittau sont situées dans la commune d'Amou, dans le département français des Landes. Elles accueillent des spectacles de course landaise. 

## Localisation
Les arènes sont édifiées sur la place de la Técouère au bord du Luy de Béarn.

## Historique
Construites en 1954 sur les plans de l'architecte Jean Prunetti, ces nouvelles arènes remplacent d'anciennes arènes en bois. La bibliothèque, les escaliers et les bains douches sont inscrits au titre des monuments historiques par arrêté du 25 avril 2007.

## Description
Ces arènes sont de forme ovale et faites en béton armé peint en blanc. Elles ne sont pas couvertes et les gradins ont une capacité de 1800 places.